# Милан Кимов
Милан Кимов е български просветен деец и революционер, деец на Вътрешната македоно-одринска революционна организация.

## Биография
Милан Кимов е роден в град Прилеп, тогава в Османската империя. Работи като учител в Костурско, а след това е книжар в родния си Прилеп. Влиза във ВМОРО и е член на местния революционен комитет.